# 73 (număr)
73 (șaptezeci și trei) este numărul natural care urmează după 72 și este urmat de 74.

## În matematică
- 73 este un număr prim și un prim permutabil cu 37.
- Este un număr prim cubic generalizat.[1]
- Este un număr prim Labos.[2][3]
- Este un număr prim Pierpont.[4][5]
- Este un număr prim plat.[6][7]
- Este un număr prim slab.[8][9]
- Este un număr prim Solinas.[10][11]
- Este un număr prim subțire.[12][13]
- Este un număr prim trunchiabil[14] atât la stânga cât și la dreapta[15]
- Este un număr stelat.[16]
- Este un număr „mirp”, adică este un prim care, prin reversarea cifrelor, formează un alt număr prim (de la 73  obținem 37).[17][18]
- Prezintă unele proprietăți interesante; produsul cifrelor sale în baza zece reprezintă locul său în șirul numerelor prime, mai exact este al 21-lea: 7 × 3 = 21.[19]  Un alt fapt interesant este că 73 este al 21-lea număr prim, în timp ce 37 este al 12-lea număr prim.[19] Datorită celor două proprietăți, este un prim Sheldon.[20]
- Este un număr palindromic în baze de numerație 2 (10010012) și 8 (1118).
- Este singurul număr prim de tip repunit în baza 8 (1118).
- Este cel mai mic prim cu o sumă compusă a cifrelor, în baza 5.
- Este cel mai mic factor pentru primul număr Fermat generalizat compus în baza 10 (104 + 1 = 10 001 = 73 × 137).
- Numărul 21 are factorii primi 7 și 3. Numărul 21 în sistemul binar este 10101; 7 în binar este 111, 3 este 11, iar 73 este 1001001. Toate aceste numere sunt palindromice.
- Este un număr centrat dodecagonal.[21][22]

## În știință
- Este numărul atomic al tantalului.[23]

### Astronomie
- NGC 73 este o galaxie spirală din constelația Balena.
- Messier 73 este un asterism stelar din constelația Vărsătorul.
- 73 Klytia este o planetă minoră.
- Naveta spațială Challenger a explodat la exact 73 de secunde de la lansare.
- Mesajul Arecibo conține 73 de rânduri.

## În alte domenii
Șaptezeci și trei se mai poate referi la:
- Codul pentru departamentul francez Savoie.
- Numărul de cărți din Biblia catolică.[24]
- O cincime (1/5) din durata unui an întreg, ce conține 365 de zile (an care nu este bisect).
- 73 Magazine a fost o revistă americană de radioamatorism.
- Pizza 73 este un lanț de restaurante canadiene.
- Sonetul 73 este unul dintre cele 154 de sonete scrise de William Shakespeare.
- DN73, DN73A, DN73B și DN73C sunt drumuri naționale din România.
- În radioamatorism „73” (în morse: – – • • •   • • • – – ) este folosit în semnături ca prescurtare pentru „salutări”.[25]